# Comment je m'appelle
Pour l’article homonyme, voir Comment je m'appelle (film).
Albums de Anne Sylvestre
Une sorcière comme les autres J'ai de bonnes nouvelles
Comment je m'appelle est un album d'Anne Sylvestre paru dans la maison de production qu'elle a créée.

## Historique
Sorti en 1977, c'est le douzième album d'Anne Sylvestre.
Parmi ses titres les plus connus, Les Gens qui doutent est l'une des chansons d'Anne Sylvestre les plus connues et reprises. Clémence en vacances est aussi notable : « ce portrait d’une vieille dame qui « est comme en enfance », qui ne « fait plus rien » et s’en trouve « bien ». Joli contre-pied de l’idée selon laquelle la vacance de l’esprit est forcément source d’angoisse. » Petit Bonhomme met en cause avec humour le comportement de certains hommes : « Quand j’ai commencé à entendre des gros rires d’hommes quand je chantais Petit bonhomme ou La faute à Ève, je me suis dit : « Bon, eh bien ça va ! » parce que les hommes aussi ont de l’humour. »

## Titres
Toutes les chansons sont écrites et composées par Anne Sylvestre.
| No  | Titre                        | Durée      |
| --- | ---------------------------- | ---------- |
| 1.  | Comment je m'appelle         | 3 min 40 s |
| 2.  | Clémence en vacances         | 3 min 55 s |
| 3.  | Les Gens qui doutent         | 2 min 50 s |
| 4.  | Thérèse                      | 3 min 45 s |
| 5.  | Petit Bonhomme               | 3 min 25 s |
| 6.  | Dis-moi Pauline              | 3 min 40 s |
| 7.  | Portraits de mes aïeules     | 4 min 05 s |
| 8.  | Le Centre du motif           | 2 min 15 s |
| 9.  | L'Histoire de Jeanne-Marie   | 3 min 15 s |
| 10. | Il me manquait une chanson   | 2 min 50 s |
| 11. | Dans le brouillard d'automne | 3 min 20 s |

## Musiciens
- Chef d'orchestre : François Rauber

## Production
- Anne Sylvestre
- Enregistrement : Gérard Pillant au Studio ETA Gaffinel
- Distribution : Barclay[3]